# Bruno Piglhein
Elimar Ulrich Bruno Piglhein, né le 19 février 1848 à Hambourg et mort le 15 juillet 1894 à Munich, est un peintre allemand réaliste de l'école de Munich. C'est aussi l'un des fondateurs de la Sécession munichoise, dont il fut le premier président.

## Biographie
Bruno Piglhein étudie d'abord la sculpture auprès de Julius Lippelt (de), puis entre après sa mort en 1864 à l'académie des beaux-arts de Dresde. Cependant il doit la quitter au bout de deux ans pour manque de talent. Le professeur Johannes Schilling le prend toutefois dans son atelier et Piglhein exécute diverses œuvres, dont une fontaine. Après un court voyage en Italie, il décide de se consacrer à la peinture et, grâce à la recommandation de Schilling, entre à l'atelier de Ferdinand Pauwels à l'école des arts de Weimar. Il y reste un semestre et en 1870 entre à l'atelier de Wilhelm von Diez à Munich. Piglhein a vingt-deux ans. Il y demeurera toute sa vie. Il est ami à cette époque d'Hugo von Habermann et de Fritz von Uhde, avec lesquels il donne des leçons privées.
En 1885 et 1886, il fait un grand voyage à Paris et en Terre sainte, où il visite notamment Jérusalem. Il y fait des croquis et des études pour son opus magnum, Cyclorama de Jérusalem. De retour à Munich, Piglhein est nommé professeur. Il fonde alors la Sécession munichoise, dont il devient le premier président. Il est influencé par le style plus décoratif d'un autre artiste munichois, Hans Makart. Ils décorent ensemble des maisons patriciennes à Hambourg.

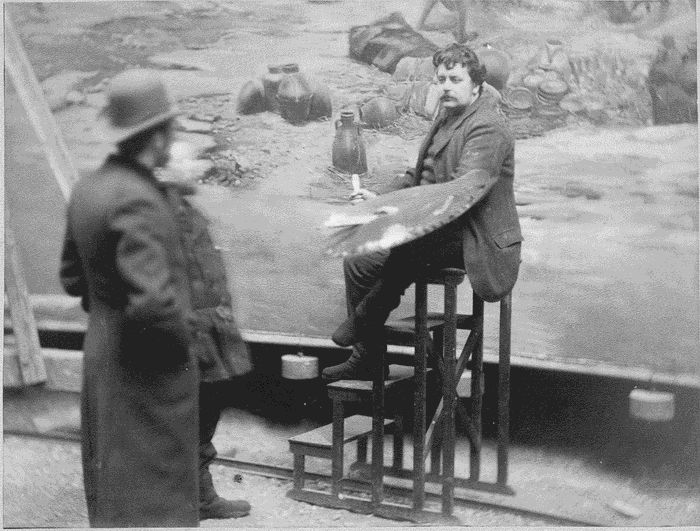
Piglhein en train de peindre son immense Cyclorama de Jérusalem, en présence de son commanditaire Halder

Piglhein peint des scènes mythologiques, des portraits de dames et d'enfants, des ballerines espagnoles, des cocottes, des Pierrettes, dessine souvent des pastels, etc. Il rencontre aussi un grand succès avec ses compositions religieuses, comme Moritur in Deo (1879, à la Alte Nationalgalerie de Berlin), et surtout ce qui est considéré comme son chef-d'œuvre, Cyclorama de Jérusalem (1886). C'est en effet Joseph Halder, négociant munichois fortuné, qui lui a demandé de peindre une grande scène panoramique représentant la Crucifixion et qui l'a recommandé auprès de son partenaire en affaires Franz Joseph Hotop. Piglhein s'assure l'assistance d'autres peintres pour l'exécution de cette immense composition, Josef Block, pour le paysage, Johann Adalbert Heine et Josef Krieger. Lui-même se charge spécialement des personnages. L'œuvre une fois terminée est exposée à Munich, à Berlin et à Vienne. Mais la catastrophe advient, lorsqu'elle brûle dans la capitale viennoise, en 1892. Piglhein en est profondément affecté. Des copies, non validées par le maître, se trouvent aujourd'hui à la basilique d'Einsiedeln, à Sainte-Anne de Beaupré au Québec et à Adélaïde en Australie.
Il est enterré à l'ancien cimetière du Sud (Munich).

## Quelques œuvres

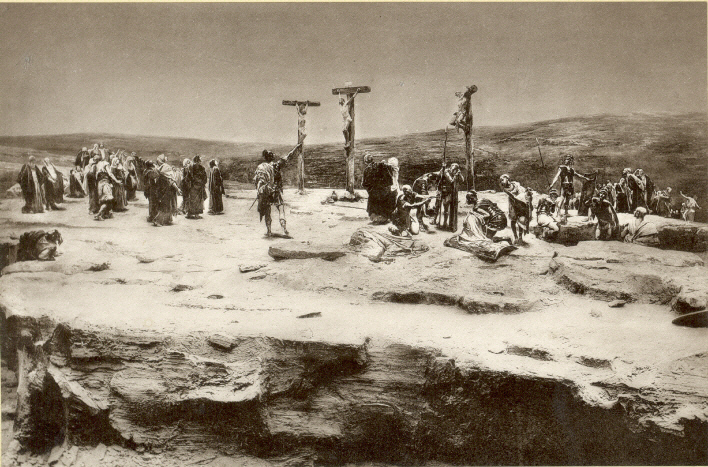
Partie du panorama représentant la Crucifixion au Golgotha

- Portrait de Richard Paul, Nationalgalerie de Berlin
- Esquisses pour le panorama de Jérusalem, Kulturhistorisches Museum de Görlitz
- Pan et les nymphes, Kunsthalle de Hambourg
- La Fuite en Égypte, idem
- Tête de lion, idem
- Portrait de dame, idem
- Les Aveugles dans un champ de pavots, Neue Pinakothek de Munich
- La Hollandaise, Secessions-Galerie Schleißheim
- Jeune fille aux chats, idem
- Tigre royal, Neue Staatsgalerie de Stuttgart
- Paire de centaures, Kunsthaus de Zurich

## Le panorama de Piglhein représentant Jérusalem au temps de la Crucifixion

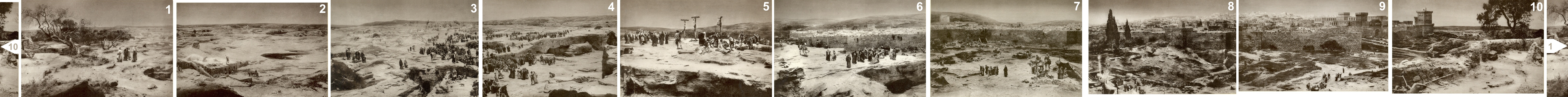
Vue du panorama

D'après des photographies